# Limenitis messana
Limenitis messana är en fjärilsart som beskrevs av Felder 1867. Limenitis messana ingår i släktet Limenitis och familjen praktfjärilar. Inga underarter finns listade i Catalogue of Life.